# Суходољско језеро
Суходољско језеро (рус. Суходо́льское озеро), до 1950. познато као Суванто (рус. Суванто; фин. Suvantojärvi) моренско је језеро на северозападу европског дела Руске Федерације. Налази се на територији Приозерског рејона, на крајњем северозападу Лењинградске области. Географски се налази у централном делу Лемболовског побрђа, на северу Карелијске превлаке, југоисточно од града Приозерска. Језеро се налази на неких 95 километара северно од града Санкт Петербурга. Припада басену језера Ладога са којим је повезано преко своје једине отоке, реке Бурнаје на истоку. На крајњем западу језеро је уском протоком повезано са реком Вуоксом.
Све до 1818. године воде Суходољског језера (у то време познатог под именом Суванто) отицале су ка главном току реке Вуоксе, а од језера Ладога било је одвојено широком пешчаном гредом. У пролеће 1818. године услед топљења снега и обилних падавина ниво воде у језеру је нагло порастао и поплавио околна поља и ливаде. Локално становништво је да би спасило властите куће од поплава прокопало мањи канал којим је један део воде преусмерен ка језеру Ладога. У ноћи између 18. и 19. маја невреме је узроковало велике таласе на језеру који су пробили пешчану превлаку, и за кратко време ниво воде у језеру је пао за готово 7 метара. На месту где су воде Суходољског језера пробиле пешчану превлаку формирао се нови водоток, река Бурнаја.